# Wolfgang Dauner
 (janvier 2020).
Si vous disposez d'ouvrages ou d'articles de référence ou si vous connaissez des sites web de qualité traitant du thème abordé ici, merci de compléter l'article en donnant les références utiles à sa vérifiabilité et en les liant à la section « Notes et références ».
Wolfgang Dauner (né le 30 décembre 1935 à Stuttgart et mort dans la même ville le 10 janvier 2020) est un pianiste allemand de jazz fusion, également compositeur, connu pour sa participation au United Jazz and Rock Ensemble, avec des musiciens comme Hans Koller, Albert Mangelsdorff, Volker Kriegel ou Ack van Rooyen.

## Biographie
Wolfgang Dauner a fréquenté l’École supérieure de musique de Stuttgart, où il s'est concentré sur la composition, le piano et la trompette. Dans les années 1960, il appartenait à un sextuor dirigé par Joki Freund (de). En tant que leader de son trio, il enregistre pour la première fois en 1964, une première session de l'histoire du free jazz européen. En 1969, il est leader et compositeur du Radio Jazz Group Stuttgart. Un an plus tard, il crée le groupe de jazz rock Et Cetera. Avec Hans Koller, il a lancé le Free Sound & Super Brass Big Band. En 1975, il a été membre fondateur du United Jazz + Rock Ensemble (en). Il a travaillé comme compositeur à la radio, au cinéma et à la télévision.

### Famille
Wolfgang Dauner est le père du batteur Florian Dauner, membre du groupe Die Fantastischen Vier.

## Discographie
- 1964 : Dream Talk, avec Eberhard Weber (guitare basse) et Fred Braceful (batterie)
- 1967 : Free Action, avec Jean-Luc Ponty (violon), Gerd Dudek (saxophone ténor) ; Jürgen Karg (violoncelle) ; Eberhard Weber (guitare basse), Fred Braceful (batterie) et Mani Neumaier (batterie) ; MPS Records
- 1969 : Rischkas Soul
- 1970 : Output
- 1970 : Musik Zounds
- 1970 : The Oimels
- 1970 : Et Cetera
- 1972 : This is Wolfgang Dauner
- 1972 : Knirsch
- 1973 : Et Cetera Live
- 1974 : Kunstkopfindianer
- 1978 : Changes
- 1984 : Solo Piano
- 1988 : Zeitläufe